# Guo Jingjing
Guo Jingjing (pinyin: Guō Jīngjīng, född 15 oktober 1981 i Baoding, Hebei) är en kinesisk simhoppare.
Guo Jingjing räknas som en av de främsta någonsin i simhopp med dubbla OS-guld (både i parhoppning och på 3 meter svikten) från både OS 2008 och 2004. Dessutom dubbla OS-silver från Olympiska sommarspelen 2000.
Förutom meriterna från Olympiska spelen har hon dubbla guld från världsmästerskapen 2001, 2003, 2005 och 2007.

### Fotnoter
1. ↑  ”Guo Jingjing Bio, Stats, and Results - Olympics at Sports.reference.com”. sportsreference.com. Sportsreference. Arkiverad från originalet den 20 augusti 2008. https://web.archive.org/web/20080820015315/http://www.sports-reference.com/olympics/athletes/gu/guo-jingjing-1.html. Läst 2 november 2015.